# Ernst Baasch
Ernst Theodor Baasch (* 19. November 1861 in Hamburg; † 29. Januar 1947 in Freiburg im Breisgau) war ein deutscher Historiker und Bibliothekar. Baasch war von 1889 bis 1919 Direktor der Commerzbibliothek. Er trat mit zahlreichen Veröffentlichungen zur hamburgischen Geschichte und zur internationalen Wirtschaftsgeschichte hervor.

## Leben und Wirken
Ernst Baasch entstammte einer angesehenen Hamburger Kaufmannsfamilie. Ab 1878 besuchte Baasch die Gelehrtenschule des Johanneums. Dort legte er 1883 das Abitur ab. Anschließend studierte er an den Universitäten in Berlin, Tübingen und Marburg Geschichte, Geografie und Nationalökonomie. Georg von Below wurde sein wichtigster akademischer Lehrer, mit dem er lebenslang befreundet blieb. Im Jahr 1887 wurde Baasch in mittelalterlicher Geschichte promoviert mit der Arbeit Die Steuer im Herzogthum Baiern bis zum 1. landständischen Freiheitsbrief (1311). Im Jahr 1888 wurde er Volontär am Hamburger Stadtarchiv. Noch im selben Jahr wurde er als Assistent der Commerzbibliothek Vertreter des schwer erkrankten Bibliothekar Hermann Otto Matsen. 1889 wählte ihn die Handelskammer zum leitenden Bibliothekar. Baasch war entschieden gegen alle Bestrebungen in Hamburg eine Universität zu gründen. In den Universitätsplänen sah er eine „Überfremdung“ des von Kaufleuten geprägten Charakters der Stadt. Die Handelskammer teilte seine Abneigung gegen eine Universitätsgründung. Baasch befürchtete nicht nur in dem Universitätsprojekt durch „auswärtige Gelehrte“ eine „geistige Überfremdung“, sondern auch in der Besetzung von Nichtheimischen bei Beamtenstellen in wichtigen Kulturinstitutionen.
In Hamburg verfasste er grundlegende Arbeiten zu den hamburgischen Wirtschafts- und Handelsbeziehungen. 1915 legte Baasch zum 250-jährigen Jubiläum der Handelskammer mit dem Werk Die Handelskammer zu Hamburg 1665–1915 ein dreibändiges Werk vor. Ihm wurde daraufhin der Titel „Direktor der Commerzbibliothek“ verliehen. Im Jahr 1919 fasste die Kammer jedoch den Beschluss sich von Baasch zu trennen. Um nicht in eine politische Abseitsposition zu gelangen, musste die Kammer angesichts der Wahlergebnisse vom März 1919, der der SPD einen Stimmenanteil von 50,5 Prozent brachte, auf die veränderte politische Situation reagieren. Für die Trennung von Baasch war die Universitätsgründung ausschlaggebend. Baasch ging daraufhin von Hamburg nach Freiburg. Zusammen mit von Below wurde er Mitglied der DNVP und unterstützte den Kampf gegen die Weimarer Republik. 1919 erhielt Baasch auf Veranlassung von Belows die Ehrendoktorwürde. In seiner 1924/25 veröffentlichten zweibändigen Geschichte Hamburgs 1814–1918 wurde sowohl die Rolle der Juden als auch die der Sozialdemokraten feindselig kommentiert. Die mit der Revolution von 1918 eingetretenen Veränderungen der politischen Verhältnisse wurden mit der französischen Besatzungsherrschaft von 1806 bis 1814 verglichen. In Freiburg entstanden mit Holländische Wirtschaftsgeschichte (1927) und Geschichte des Hamburgischen Zeitungswesens. Von den Anfängen bis 1914 noch zwei bedeutende Monografien.

## Schriften (Auswahl)
- Die Steuer im Herzogthum Baiern bis zum 1. landständischen Freiheitsbrief (1311). Marburg 1888 (Marburg, Universität, Dissertation, 1886; Digitalisat).
- Hamburgs Convoyschiffahrt und Convoywesen. Ein Beitrag zur Geschichte der Schiffahrt und Schiffahrtseinrichtungen im 17. und 18. Jahrhundert. Friederichsen, Hamburg 1896 (Digitalisat).
- Hamburgs Handel und Verkehr im 19. Jahrhundert. Actien-Gesellschaft Neue Börsen-Halle, Hamburg 1901.
- Quellen zur Geschichte von Hamburgs Handel und Schiffahrt im 17., 18. und 19. Jahrhundert. 5 Bände. Gräfe & Sillem, Hamburg 1908–1910.
- Die Handelskammer zu Hamburg. 1665–1915. 3 Bände. Gräfe & Sillem, Hamburg 1915 (Digitalisat).
- Holländische Wirtschaftsgeschichte. Fischer, Jena 1927.
- Geschichte des hamburgischen Zeitungswesens von den Anfängen bis 1914. Friederichsen u. a., Hamburg 1930.